# جزيرة كيريسيان
جزيرة كيريسيان وهي جزيرة من جزر إندونيسيا، وتتبع في إقليم كليمنتان الجنوبية في إندونيسيا.